# Теммоку

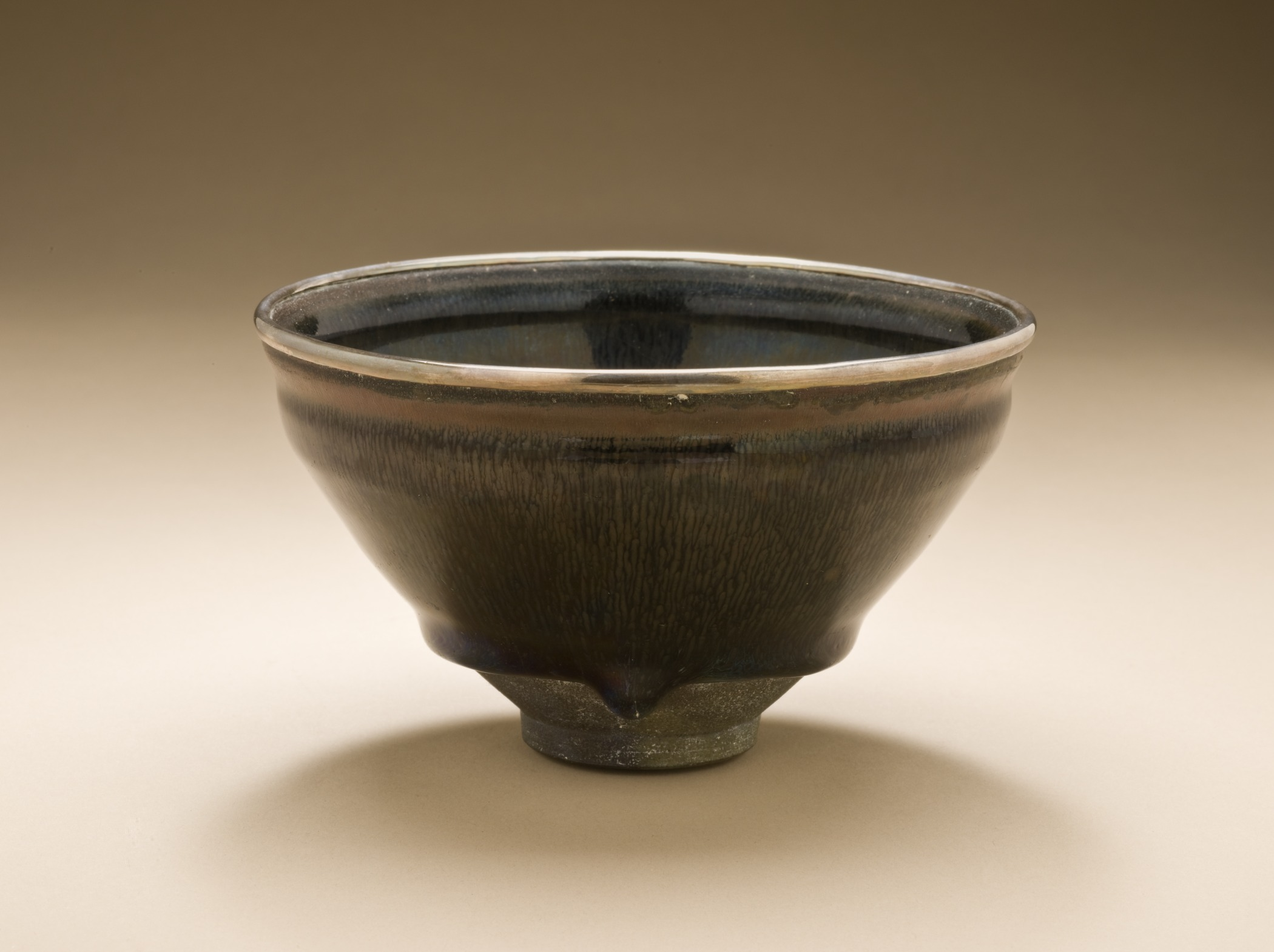
Теммоку

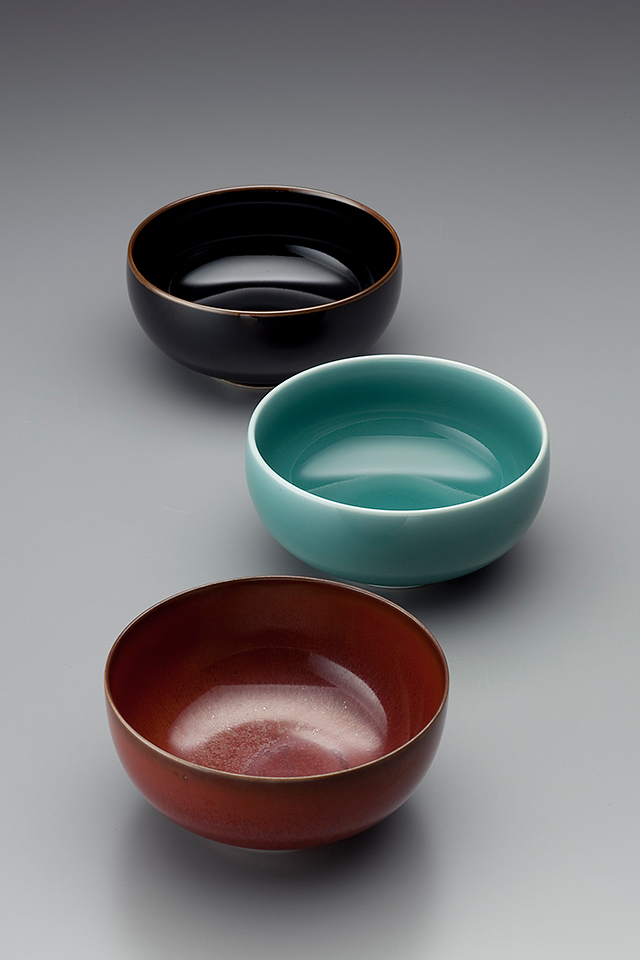
Три японські миски з монохромною теммоку

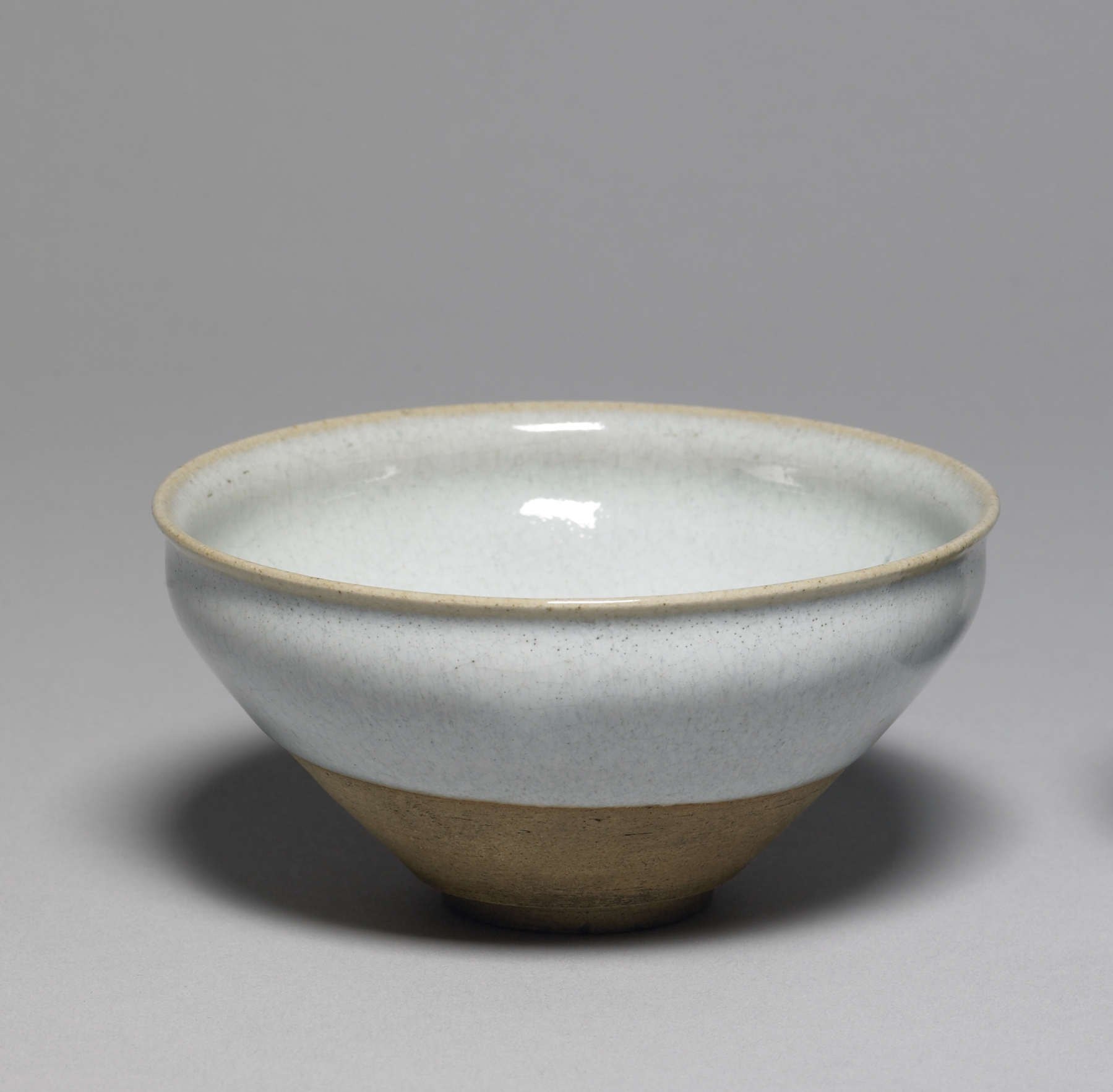
Біла теммоку на японському тяване

Теммоку (яп. 天 目) - різновид залізної глазурі для кераміки, спочатку китайської, потім японської; також самі керамічні вироби, покриті цією глазур'ю, в основному тяван (чайні чашки). Зазвичай має темно-коричневий або чорний колір, але може бути також жовтого, зеленого та фіолетового забарвлення. Теммоку були найбільш популярні в Китаї в період правління імперії Сун (960-1279), в Японії ж період їх найбільшої популярності тривав з XII по XVI століття, після чого їх затьмарила кераміка раку.

## Історія
Слово «теммоку» - японське від прочитання назви китайської гори Тяньму, де монахи використовували кераміку з подібними глазурями для чайного посуду, і де з ними познайомилися японські монахи. Китайська назва цього різновиду кераміки - цзянь від району Цзяньян в Фуцзянь, вона потрапила до Японії в середні віки, її багато імпортували в періоди Камакура і Муроматі (1185-1573 роки).
У 1323 році через Нінбо в Фукуока відправився торговий корабель, навантажений керамікою, металевими, дерев'яними і кам'яними виробами, а також лікувальними травами, пахощами і тому подібними товарами; серед майже 2000 гончарних виробів (не рахуючи селадони і порцеляну) було 320 чаш теммоку, причому 50 з них вже бували у вжитку. Так як печі Цзяньян в той час вже не працювали, чайні чаші, мабуть, перекупили у продавців антиквару, що свідчить про високий попит на китайський посуд в Японії. Корабель затонув біля західного берега Корейського півострова і його було піднято на поверхню лише в 1976 році.
В Японії слово «теммоку» вперше було записано на початку періоду Муроматі (1338-1573), тоді ж були складені каталоги і списки відомих різновидів китайських теммоку. Довгий час цю кераміку виробляли тільки в печах Сето-Міно. Хоча японські вироби формою дуже схожі на китайський оригінал, там використовувалися інші глини, глазурі і техніки виготовлення, причому на відміну від китайських глин в Сето-Міно не було сировини, багатої залізом, як у фуцзяньській глині, тому японським гончарам доводилося вдосконалювати свої вироби залізновмісним порошком для отримання виробів темного кольору.

## Склад глазурі, колір і форма
Теммоку являють собою або шликер з глини і деревного попелу, або суміш польового шпату з  попелом дерева або вапняком і 4-12 відсотками оксиду заліза, зазвичай закису заліза. При випалюванні вироби зазвичай швидко нагрівають і швидко ж остуджують, що призводить до оксидизації.
У Китаї теммоку цінували за товсті стінки, які повільно віддають тепло, і колір - вони в основному мали темний або чорний колір, який відтіняв колір збитого в піну чаю, однак відомі сині вироби, жовті, кольору черепахового панцира і так далі. Відмінною особливістю японських теммоку стала форма: китайські тяван мали безліч різних форм, японські ж - переважно трапецієподібні в розрізі, з вузьким дном і широким розтрубом, обід злегка вигнутий назовні.

## Кращі зразки
Найбільш тонкою роботою вважалися предмети з «маслянистими плямами». Інший цінний ефект носить назву «заячого хутра», це, як і «маслянисті плями», результат поділу глазурі під час випалювання, проте добитися його легше. Розрізняють два різновиди заячого хутра: світлі плями, що нагадують контрасні волоски на заячій вовні, і нечіткі хвилясті лінії, що нагадують підшерстя.